# 십결
10결(十結, 영어: ten fetters)에는 다음과 같은 서로 다른 목록이 있다.
1. 팔리어 대장경의 《앙굿타라 니까야》에 따른 10가지 번뇌로, 5하분결(五下分結)과 5상분결(五上分結)을 합한 목록
2. 남방 상좌부 불교의 논서인 《법집론(法集論)》에 따른 10가지 번뇌

이들 중 첫 번째 목록은 성문4과(聲聞四果)와 밀접히 결부되어 있다.
고타마 붓다의 가르침에 따르면, 아래와 같이 특정한 번뇌들이 단멸되거나 조복되면 해당되는 과(果)가 증득된다.
- 3결의 초과3결(初果三結)의 단멸시, 즉, 유신견 · 계금취 · 의의 3가지 번뇌를 끊을 때, 성문 제1과인 예류과 즉 수다원을 성취한다.
- 3결의 3종결(三種結)의 조복시, 즉, 탐 · 진 · 치(즉, 무명)의 3불선근을 조복시킬 때, 성문 제2과인 일래과 즉 사다함을 성취한다.
- 5결의 5하분결(五下分結)의 단멸시, 즉, 유신견 · 계금취 · 의 · 욕탐 · 진의 5가지 번뇌를 끊을 때, 성문 제3과인 불환과 즉 아나함을 성취한다. 이 지위는 욕계의 모든 번뇌를 극복하여 욕계의 속박으로부터 해탈한 상태이다.[9][10][11][12][8]
- 5결의 5상분결(五上分結)의 단멸시, 즉, 색탐 · 무색탐 · 도거 · 만 · 무명의 5가지 번뇌를 끊을 때, 성문 제4과인 아라한과 즉 아라한을 성취한다. 이 지위는 3계의 모든 번뇌를 극복하여 3계의 속박으로부터 해탈한 상태이다. 즉, 열반을 증득한 상태이다.[9][10][11][12][13]

제1과인 예류과의 성취에 관련된 초과3결은 5하분결의 일부이고 그리고 제2과인 일래과의 성취에 관련된 3종결은 5하분결과 5상분결에 걸쳐 있기 때문에, 5하분결과 5상분결의 합인 10결로써 성문4과의 성취를 모두 설명할 수 있다.

## 10결 (5하분결 + 5상분결)
초기불교 경전인 팔리어 대장경의 《앙굿타라 니까야》 제10권 제13경에 따르면,

10결(十結, 영어: ten fetters)은 5하분결(五下分結)과 5상분결(五上分結)을 합하여 통칭하는 말이며, 《앙굿타라 니까야》 제10권 제13경에 기술된 순서대로 나열하면 아래 목록과 같다.
1. 5하분결(五下分結)
팔리어: orambhāgiyāni saṃyojanāni
영어: lower fetters[18]
  1. 유신견결(有身見結)
팔리어: sakkāya-diṭṭhi
영어: belief in a self, identity view[19]
  2. 의결(疑結)
팔리어: vicikicchā
영어: doubt or uncertainty, especially about the teachings[20]
  3. 계금취견결(戒禁取見結)
팔리어: sīlabbata-parāmāso
영어: attachment to rites and rituals[21]
  4. 욕탐결(欲貪結)
팔리어: kāmacchando
영어: sensual desire, lust for objects in the desire realm[22]
  5. 진에결(瞋恚結)
팔리어: vyāpādo, byāpādo
영어: ill will[23]
2. 5상분결(五上分結)
팔리어: uddhambhāgiyāni saṃyojanāni
영어: higher fetters[18]
  1. 색탐결(色貪結)
팔리어: rūparāgo
영어: lust for existence in the rūpa realm[24]
  2. 무색탐결(無色貪結)
팔리어: arūparāgo
영어: lust for existence in the arūpa realm[25]
  3. 만결(慢結)
팔리어: māna
영어: conceit[26][27]
  4. 도거결(掉舉結)
팔리어: uddhacca
영어: restlessness[28]
  5. 무명결(無明結)
팔리어: avijjā
영어: ignorance[29]

### 5하분결
초기불교 경전인 《중아함경》 제56권과
부파불교의 설일체유부의 논서인 《아비달마발지론》 제3권, 《아비달마대비바사론》 제49권, 《아비달마구사론》 제21권 등에 따르면,
5결(五結)은 유신견결(有身見結) · 계금취견결(戒禁取見結) · 의결(疑結) · 욕탐결(欲貪結) · 진에결(瞋恚結)의 5하분결(五下分結)을 말한다. 5하분결을 5하결(五下結) 또는 5순하분결(五順下分結)이라고도 한다.
초기불교 경전인 《증일아함경》 제20권의 고타마 붓다의 가르침과 대승불교의 중관학파의 논서 《대지도론》 제57권에 인용된 고타마 붓다의 가르침을 비롯한 불교 일반의 교학에 따르면, 5하분결을 모두 끊으면 성문4과의 제3과인 불환과(不還果) 즉 아나함(阿那含)을 증득하게 된다. 이 지위는 욕계의 모든 번뇌를 극복하여 욕계의 속박으로부터 해탈한 상태이다.

### 5상분결
초기불교 경전인 《장아함경》 제8권 〈중집경〉과 부파불교의 설일체유부의 논서인 《아비달마발지론》 제3권, 《아비달마대비바사론》 제49권, 《아비달마구사론》 제21권 등에 따르면,
5결(五結)은 색탐결(色貪結) · 무색탐결(無色貪結) · 도거결(掉舉結) · 만결(慢結) · 무명결(無明結)의 5상분결(五上分結)을 말한다. 5상분결을 5상결(五上結) 또는 5순상분결(五順上分結)이라고도 한다.
초기불교 경전인 《증일아함경》 제20권의 고타마 붓다의 가르침과 대승불교의 중관학파의 논서 《대지도론》 제57권에 인용된 고타마 붓다의 가르침을 비롯한 불교 일반의 교학에 따르면, 5상분결을 모두 끊으면 성문4과의 제4과인 아라한과(阿羅漢果)를 증득하게 된다. 이 지위는 3계의 모든 번뇌를 극복하여 3계의 속박으로부터 해탈한 상태이다. 즉, 열반을 증득한 상태이다.

## 10결 (법집론)
남방 상좌부 불교의 논서인 《법집론(法集論)》(Dhamma Sangani 1113-34)에 따르면, 10결(十結, 영어: ten fetters)은 다음의 10가지 번뇌를 말한다.
1. 탐욕(貪欲, 팔리어: kāma-rāga, 영어: desire, sensual lust)
2. 진에(瞋恚, 팔리어: paṭigha, 영어: anger)
3. 만(慢, 팔리어: māna, 영어: pride, conceit)
4. 견(見, 팔리어: diṭṭhi, 영어: false views, views)
5. 의(疑, 팔리어: vicikicchā, 영어: doubt)
6. 계금취(戒禁取, 팔리어: sīlabbata-parāmāsa, 영어: attachment to discipline, attachment to rites and rituals)
7. 유탐(有貪, 팔리어: bhava-rāga, 영어: attachment to existence, lust for existence)
8. 질(嫉, 팔리어: issā, 영어: jealousy)
9. 간(慳, 팔리어: macchariya, 영어: parsimony, greed)
10. 무명(無明, 팔리어: avijjā, 영어: nescience, ignorance)

## 같이 보기
- 3도: 견도 · 수도 · 무학도
  - 견도: 16심 · 고법지인
  - 무학도: 34심
  - 성문 수행계위: 4향4과 - 10결(= 5하분결 + 5상분결)
  - 보살 수행계위: 52위
- 현관: 4제현관 · 6현관
- 유루와 무루
- 번뇌의 해석
- 번뇌의 다른 이름
  - 개 · 결 · 계 · 구 · 구애 · 궤 · 근 · 뇌 · 누 · 박 · 상해 · 소 · 소유 · 소해 · 수면 · 수번뇌 · 악행 · 액 · 열 · 유쟁 · 쟁 · 전 · 전 · 조림 · 주올 · 취 · 치연 · 폭류 · 화
- 번뇌의 작용
- 번뇌의 분류
  - 3루
  - 4액
  - 4취
  - 4폭류
  - 5부: 견고소단 · 견집소단 · 견멸소단 · 견도소단 · 수도소단 = 견소단 + 수소단
  - 5주지번뇌
  - 견혹 + 수혹 = 견소단 + 수소단 = 미리혹 + 미사혹 = 분별기 + 구생기
  - 근본번뇌 + 수번뇌
  - 번뇌장 + 소지장
- 번뇌 = 근본번뇌 + 수번뇌
  - 근본번뇌 = 수면
    - 3근본번뇌: 탐 · 진 · 치
    - 6수면: 탐 · 진 · 만 · 무명 · 견 · 의
    - 7수면: 욕탐 · 진 · 유탐 · 만 · 무명 · 견 · 의
    - 10수면: 탐 · 진 · 만 · 무명 · 유신견 · 변집견 · 사견 · 견취 · 계금취 · 의
    - 12수면: 욕탐 · 진 · 색탐 · 무색탐 · 만 · 무명 · 유신견 · 변집견 · 사견 · 견취 · 계금취 · 의
    - 98근본번뇌(설일체유부)
      - 견혹 = 견소단 = 미리혹 = 분별기: 설일체유부의 88근본번뇌
      - 수혹 = 수소단 = 미사혹 = 구생기: 설일체유부의 10근본번뇌

    - 128근본번뇌(유식유가행파)
      - 견혹 = 견소단 = 미리혹 = 분별기: 유식유가행파의 112근본번뇌
      - 수혹 = 수소단 = 미사혹 = 구생기: 유식유가행파의 16근본번뇌

  - 수번뇌 = 전
    - 8전 · 10전 · 6번뇌구
    - 19수번뇌(설일체유부)
      - 소번뇌지법의 10가지 모두: 분 · 부 · 간 · 질 · 뇌 · 해 · 한 · 첨 · 광 · 교
      - 대불선지법의 2가지 모두: 무참 · 무괴
      - 대번뇌지법의 6가지 가운데 5가지: 방일 · 해태 · 불신 · 혼침 · 도거
      - 부정지법의 8가지 가운데 2가지: 수면 · 악작

    - 20수번뇌(유식유가행파)
      - 소수번뇌심소의 10가지 모두: 분 · 한 · 부 · 뇌 · 질 · 간 · 광 · 첨 · 해 · 교
      - 중수번뇌심소의 2가지 모두: 무참 · 무괴
      - 대수번뇌심소의 8가지 모두: 도거 · 혼침 · 불신 · 해태 · 방일 · 실념 · 산란 · 부정지
- 번뇌 = 잡염 = 유부무기 + 불선
  - 유부무기
    - 욕계의 번뇌의 일부 · 색계의 번뇌 · 무색계의 번뇌
    - 4근본번뇌(말나식의 4번뇌: 아치 · 아견 · 아만 · 아애)

  - 불선 · 악
    - 욕계의 번뇌의 대다수
    - 불선근
    - 5악 · 10악
- 번뇌 = 108번뇌 = 98수면 + 10전
- 번뇌 = 개: 5개
- 번뇌 = 결: 2결 · 3결 · 4결 · 5결 · 9결 · 10결(= 5하분결 + 5상분결) · 98결 · 108결
- 번뇌 = 구애: 3구애 · 5구애
- 번뇌 = 뇌: 3뇌
- 번뇌 = 누: 3루
- 번뇌 = 박: 3박 · 4박
- 번뇌 = 사: 7사 · 10사 · 98사 · 128사
- 번뇌 = 악행: 3악행
- 번뇌 = 취: 2취 · 4취

## 참고 문헌
- 곽철환 (2003). 《시공 불교사전》. 시공사 / 네이버 지식백과. |title=에 외부 링크가 있음 (도움말)
- 미륵 지음, 현장 한역, 강명희 번역 (K.614, T.1579). 《유가사지론》. 한글대장경 검색시스템 - 전자불전연구소 / 동국역경원. K.570(15-465), T.1579(30-279). |title=에 외부 링크가 있음 (도움말)
- 세친 지음, 현장 한역, 권오민 번역 (K.955, T.1558). 《아비달마구사론》. 한글대장경 검색시스템 - 전자불전연구소 / 동국역경원. K.955(27-453), T.1558(29-1). |title=에 외부 링크가 있음 (도움말)
- 호법 등 지음, 현장 한역, 김묘주 번역 (K.614, T.1585). 《성유식론》. 한글대장경 검색시스템 - 전자불전연구소 / 동국역경원. K.614(17-510), T.1585(31-1). |title=에 외부 링크가 있음 (도움말)
- 세친 지음, 현장 한역, 송성수 번역 (K.618, T.1612). 《대승오온론》. 한글대장경 검색시스템 - 전자불전연구소 / 동국역경원. K.618(17-637), T.1612(31-848). |title=에 외부 링크가 있음 (도움말)
- 운허.  동국역경원 편집, 편집. 《불교 사전》. |title=에 외부 링크가 있음 (도움말)
- (영어) DDB. 《Digital Dictionary of Buddhism (電子佛教辭典)》. Edited by A. Charles Muller. |title=에 외부 링크가 있음 (도움말)
- (중국어) 미륵 조, 현장 한역 (T.1579). 《유가사지론(瑜伽師地論)》. 대정신수대장경. T30, No. 1579. CBETA. |title=에 외부 링크가 있음 (도움말)
- (중국어) 佛門網. 《佛學辭典(불학사전)》. |title=에 외부 링크가 있음 (도움말)
- (중국어) 星雲. 《佛光大辭典(불광대사전)》 3판. |title=에 외부 링크가 있음 (도움말)
- (중국어) 세친 조, 현장 한역 (T.1612). 《대승오온론(大乘五蘊論)》. 대정신수대장경. T31, No. 1612, CBETA. |title=에 외부 링크가 있음 (도움말)
- (중국어) 세친 조, 현장 한역 (T.1558). 《아비달마구사론(阿毘達磨俱舍論)》. 대정신수대장경. T29, No. 1558, CBETA. |title=에 외부 링크가 있음 (도움말)
- (중국어) 호법 등 지음, 현장 한역 (T.1585). 《성유식론(成唯識論)》. 대정신수대장경. T31, No. 1585, CBETA. |title=에 외부 링크가 있음 (도움말)